# Олдъм (окръг, Кентъки)
Окръг Олдъм (на английски: Oldham County) е окръг в щата Кентъки, Съединени американски щати. Площта му е 510 km², а населението - 55 935 души. Административен център е град Ла Гранж.